# Бероя (митология)
Бероя (на старогръцки: Βέρροια, новогръцко произношение Верия) в древногръцката митология е епонимът на македонския град Бер (Верия).

## Описание
Теаген във II век пише в незапазената си „Македоника“ и цитирана от Стефан Византийски, че Бероя е дъщеря на Берес, внучка на Македон и сестра на Олган и Миеза.